# Egan-Vermutung
Die Egan-Vermutung aus dem mathematischen Teilgebiet der Geometrie gibt eine hinreichende und notwendige Bedingung für die Radien zweier Sphären sowie den Abstand ihrer Mittelpunkte an, sodass ein Simplex existiert, welcher komplett in der größeren Sphäre enthalten ist und die kleinere Sphäre komplett enthält. Die Vermutung verallgemeinert eine von William Chapple (und später unabhängig von Leonhard Euler) entdeckte Gleichung, welche ein Spezialfall des Schließungssatzes von Poncelet ist, sowie die Grace–Danielsson-Ungleichung in einer Dimension höher. Benannt ist die Vermutung nach dem australischen Mathematiker und Science-Fiction-Schriftsteller Greg Egan.

## Grundlagen
Für ein beliebiges Dreieck ({\displaystyle 2}-Simplex) sind der Radius {\displaystyle r} dessen Inkreises, der Radius {\displaystyle R} dessen Umkreises und der Abstand {\displaystyle d} ihrer Mittelpunkte verbunden über den Satz von Euler:
{\displaystyle d^{2}=R(R-2r)},
welcher von William Chapple im Jahr 1746 und von Leonhard Euler im Jahr 1765 veröffentlicht wurde.
Für zwei Kugeln ({\displaystyle 2}-Sphären) mit jeweiligem Radius {\displaystyle r} und {\displaystyle R}, wobei {\displaystyle r<R}, gibt es genau dann ein (nicht regelmäßiges) Tetraeder ({\displaystyle 3}-Simplex), welches komplett in der größeren Kugel enthalten ist und die kleinere Kugel komplett enthält, wenn der Abstand {\displaystyle d} ihrer Mittelpunkte die Grace–Danielsson-Ungleichung erfüllt:
{\displaystyle d^{2}\leq (R+r)(R-3r)}.
Dieses Resultat wurde unabhängig voneinander von John Hilton Grace im Jahr 1917 und G. Danielsson im Jahr 1949 bewiesen. Eine Verbindung der Ungleichung mit der Quanteninformationstheorie wurde von Anthony Milne beschrieben.

## Vermutung
Betrachtet wird der {\displaystyle n}-dimensionale euklidische Raum {\displaystyle \mathbb {R} ^{n}} für {\displaystyle n\geq 2}. Für zwei {\displaystyle n-1}-Sphären mit jeweiligem Radius {\displaystyle r} und {\displaystyle R}, wobei {\displaystyle r<R}, existiert ein {\displaystyle n}-Simplex, welcher komplett in der größeren Sphäre enthalten ist und die kleinere Sphäre komplett enthält, genau dann wenn für den Abstand {\displaystyle d} ihrer Mittelpunkte:
{\displaystyle d^{2}\leq (R+(n-2)r)(R-nr)}.
Die Vermutung wurde von Greg Egan im Jahr 2014 aufgestellt.
Für den Fall {\displaystyle n=1}, bei dem sich die Ungleichung auf {\displaystyle d\leq R-r} vereinfacht, ist die Vermutung ebenfalls richtig, jedoch trivial. Eine {\displaystyle 0}-Sphäre besteht nur aus zwei Punkten und ein {\displaystyle 1}-Simplex ist nur ein abgeschlossenes Intervall. Für den gesuchten {\displaystyle 1}-Simplex für zwei gegebene {\displaystyle 0}-Sphären kann einfach das abgeschlossene Intervall zwischen den beiden Punkten der größeren Sphäre genommen werden, wobei diese die kleinere Sphäre genau dann enthält, wenn sie beide Punkte mit jeweiligem Abstand {\displaystyle |d-r|} und {\displaystyle d+r} vom Mittelpunkt der größeren Sphäre enthält, also genau bei Erfüllung der obigen Ungleichung.

## Status
Im Jahr 2014 wurde von Greg Egan unter einem Blogpost von John Baez gezeigt, dass die Bedingung hinreichend ist. Durch eine Umgestaltung der Webseite gingen diese zwar verloren, jedoch sind die entscheidenden Teile in den ursprünglichen Blogpost hineinkopiert worden. Weitere Kommentare vom 16. April 2018 von Greg Egan betreffen den Versuch einer Verallgemeinerung auf Ellipsoide. Am 16. Oktober 2023 wurde von Sergei Drozdov ein Paper auf ArXiv veröffentlicht, nach welchem die Bedingung ebenfalls notwendig ist.